# My Dear Sophie Moone
My Dear Sophie Moone ist ein amerikanischer Pornofilm aus dem Jahr 2005.
Produziert wurde der Streifen von 21Sextury, für den Vertrieb in den USA zeichnete Antigua Pictures verantwortlich. Die Veröffentlichung erfolgte direkt auf DVD (Straight-to-DVD).

## Handlung
Der Film hat keine durchgängige Handlung. Stattdessen werden in zweieinhalb Stunden Spieldauer acht Szenen aneinandergereiht, die ausschließlich die namensgebende Darstellerin Sophie Moone in verschiedenen Situationen bei der Masturbation zeigen.

## Rezeption
Der Rezensent von Adult DVD Talk legte seinen Lesern nahe, die DVD auszuleihen – es sei denn, sie seien ein großer Fan von Sophie Moone oder Szenen von Solo-Masturbation. Jede einzelne Szene habe ein individuelles Setting und bei fast allen käme ungefähr nach der Hälfte ein Dildo zum Einsatz. Die abschließende Szene, bei der sie sich einen kleinen Dildo anal einführe, sei ein gutes Finale. 
Qualitativ fühlt sich der Rezensent an Videos von Playboy-Centerfolds erinnert, nur dass hier Genitalien und Penetration gezeigt würde. Die Kameraführung und die Videoqualität seien jedenfalls außerordentlich gut darin, Sophie Moones Spielereien aus verschiedenen Positionen einzufangen. Im Gegensatz dazu seien die DVD-Extras, die aus Trailern für andere 21Sextury-Veröffentlichungen, einer Website-Info und einer Slideshow bestehen, sparsam und langweilig.